# Derval O'Rourke
Derval O'Rourke (Cork, Irlanda, 28 de mayo de 1981) es una atleta irlandesa, especialista en la prueba de 100 m vallas en la que llegó a ser subcampeona europea en 2010.

## Carrera deportiva

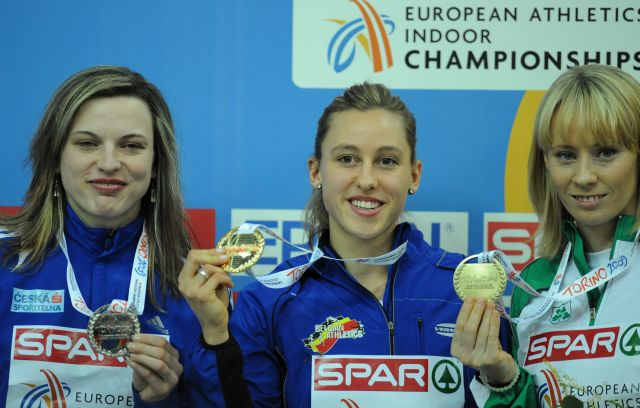
Derval O'Rourke recibiendo una medalla.

En el Campeonato Europeo de Atletismo de 2006 ganó la medalla de plata en los 100 m vallas, con un tiempo de 12.72 segundos que fue récord nacional irlandés, llegando a meta tras la sueca Susanna Kallur (oro con 12.59 segundos).
En el Campeonato Europeo de Atletismo de 2010 ganó la medalla de plata en los 100 m vallas, con un tiempo de 12.65 segundos que fue de nuevo récord nacional irlandés, llegando a meta tras la turca Nevin Yanıt y por delante de la alemana Carolin Nytra (bronce con 12.68 segundos).